# نام گی ئه
نام گی-ئه (کره‌ای: 남기애؛ زادهٔ ۱۳ سپتامبر ۱۹۶۱) بازیگر اهل کره جنوبی است.

## فیلم‌شناسی

### فیلم
| سال  | عنوان       | نقش                    | توضیحات | منابع |
| ---- | ----------- | ---------------------- | ------- | ----- |
| ۲۰۱۶ | راه برفی    | کیم سونگ-شیم           |         | [ ۴ ] |
| ۲۰۱۷ | سنگدل       | مادر هیون-سو           |         | [ ۵ ] |
| ۲۰۱۸ | های سوسایتی | مادام ۱                |         | [ ۵ ] |
| ۲۰۱۹ | خروج        | لی این-سوک             |         | [ ۵ ] |
| ۲۰۲۰ | دعا         | یونگ-ئه، مادر جونگ-این |         | [ ۶ ] |

### مجموعه‌های تلویزیونی
| سال     | عنوان                                    | نقش                                               | شبکه     | توضیحات       | منابع  |
| ------- | ---------------------------------------- | ------------------------------------------------- | -------- | ------------- | ------ |
| ۲۰۱۵    | اوه روح من                               | مشتری شو بینگ-گو                                  | تی‌وی‌ان   | حضور ویژه     | [ ۴ ]  |
| ۲۰۱۵    | همه چیز دربارهٔ مادرم                     | هونگ یو-جا                                        | کی‌بی‌اس۲  |               | [ ۴ ]  |
| ۲۰۱۵    | اوه ونوس من                              | جه سون-جا                                         | کی‌بی‌اس۲  |               | [ ۴ ]  |
| ۲۰۱۶    | نسل خورشید                               | مادر کانگ مو-یون                                  | کی‌بی‌اس۲  |               | [ ۴ ]  |
| ۲۰۱۶    | هیولا                                    | جونگ می-اوک                                       | ام‌بی‌سی   |               | [ ۴ ]  |
| ۲۰۱۶    | خانم اوه دیگر                            | هو جی-یا                                          | تی‌وی‌ان   |               | [ ۴ ]  |
| ۲۰۱۶    | دابلیو                                   | گیل سو-سون                                        | ام‌بی‌سی   |               | [ ۴ ]  |
| ۲۰۱۶    | خوشبین باش                               | مادر هوانگ-دونگ                                   | ناور     |               | [ ۴ ]  |
| ۲۰۱۶–۱۷ | شب روشن                                  | مون هی-جونگ                                       | ام‌بی‌سی   |               | [ ۴ ]  |
| ۲۰۱۷    | رئیس درونگرا                             |                                                   | تی‌وی‌ان   |               | [ ۵ ]  |
| ۲۰۱۷    | خانم پرفکت                               | چوی دوک-بون / مون هیونگ-سون                       | کی‌بی‌اس   |               | [ ۵ ]  |
| ۲۰۱۷    | عشق مخفی من                              | جو می-هی                                          | اوسی‌ان   |               | [ ۵ ]  |
| ۲۰۱۷    | شریک مشکوک                               | هونگ بوک-جا                                       | اس‌بی‌اس   |               | [ ۵ ]  |
| ۲۰۱۷    | غریبه                                    | چوی کیونگ-سون                                     | تی‌وی‌ان   |               | [ ۵ ]  |
| ۲۰۱۷    | کشتی بیمارستان                           | لی سو-کیونگ                                       | ام‌بی‌سی   |               | [ ۵ ]  |
| ۲۰۱۷    | درام ویژه کی‌بی‌اس - «If We Were a Season» | کیم می-هی                                         | کی‌بی‌اس   | فصل ۸، قسمت ۱ | [ ۵ ]  |
| ۲۰۱۸    | درخشش باران                              | مادر جو-وون                                       | جی‌تی‌بی‌سی |               | [ ۵ ]  |
| ۲۰۱۸    | مادر                                     | مادر نام هونگ-هی                                  | تی‌وی‌ان   |               | [ ۵ ]  |
| ۲۰۱۸    | دادخواست‌ها                               | مدیر عامل شیم یونگ-جو                             | کی‌بی‌اس   | حضور ویژه     | [ ۵ ]  |
| ۲۰۱۸    | عشق در پایان                             | ها یونگ-اوک                                       | کی‌بی‌اس   |               | [ ۷ ]  |
| ۲۰۱۸    | زندگی                                    | مادر جین-وو و سون-وو                              | جی‌تی‌بی‌سی |               |        |
| ۲۰۱۸    | آشوب زن و شوهری                          | بک می-یون                                         | کی‌بی‌اس   |               | [ ۸ ]  |
| ۲۰۱۸    | رویارویی                                 | جین می-اوک                                        | تی‌وی‌ان   |               | [ ۹ ]  |
| ۲۰۱۹    | هه‌چی                                     | ملکه این وون                                      | اس‌بی‌اس   |               | [ ۶ ]  |
| ۲۰۱۹    | اعتراف                                   | مادام جین                                         | تی‌وی‌ان   |               | [ ۱۰ ] |
| ۲۰۱۹    | روح رو بگیر                              | هان ئه-شیم                                        | تی‌وی‌ان   |               | [ ۱۱ ] |
| ۲۰۲۰    | وقتی هوا خوبه                            | یون یو-جونگ                                       | جی‌تی‌بی‌سی |               | [ ۱۲ ] |
| ۲۰۲۰    | گل شیطان                                 | گونگ می-جا، مادر هی-سونگ                          | تی‌وی‌ان   |               | [ ۱۳ ] |
| ۲۰۲۱    | خانه جن‌زده خود را بفروشید                | جو کیونگ-هی                                       | کی‌بی‌اس   |               | [ ۱۴ ] |
| ۲۰۲۱    | جیریسان                                  | کانگ هیون-جو                                      | تی‌وی‌ان   |               | [ ۱۵ ] |
| ۲۰۲۱    | کیمرا                                    | چا اون-سو، مادر هی-سونگ                           | اوسی‌ان   |               | [ ۱۶ ] |
| ۲۰۲۱    | سرآستین قرمز                             | یونگ بین-یی                                       | ام‌بی‌سی   |               | [ ۱۷ ] |
| ۲۰۲۱    | حالا، داریم بهم می‌زنیم                   | کانگ جونگ-جا                                      | اس‌بی‌اس   |               | [ ۱۸ ] |
| ۲۰۲۱–۲۲ | شهر ساختگی                               | مین جی-یونگ - همسر سو یونگ-هو، خواهر مین سونگ-شیک | جی‌تی‌بی‌سی |               | [ ۱۹ ] |
| ۲۰۲۲    | سی و نه                                  | مادر جانگ جو-هی                                   | جی‌تی‌بی‌سی |               | [ ۲۰ ] |